# Kelly Haag
Kelly Haag (født 6. oktober 1970 i London Borough of Enfield) er en engelsk tidligere professional fodboldspiller, der spillede i the Football League som angriber for Barnet, Fulham og Brentford.